# 泰根塞巴赫河
47°48′52″N 11°24′49″E / 47.81456°N 11.41367°E

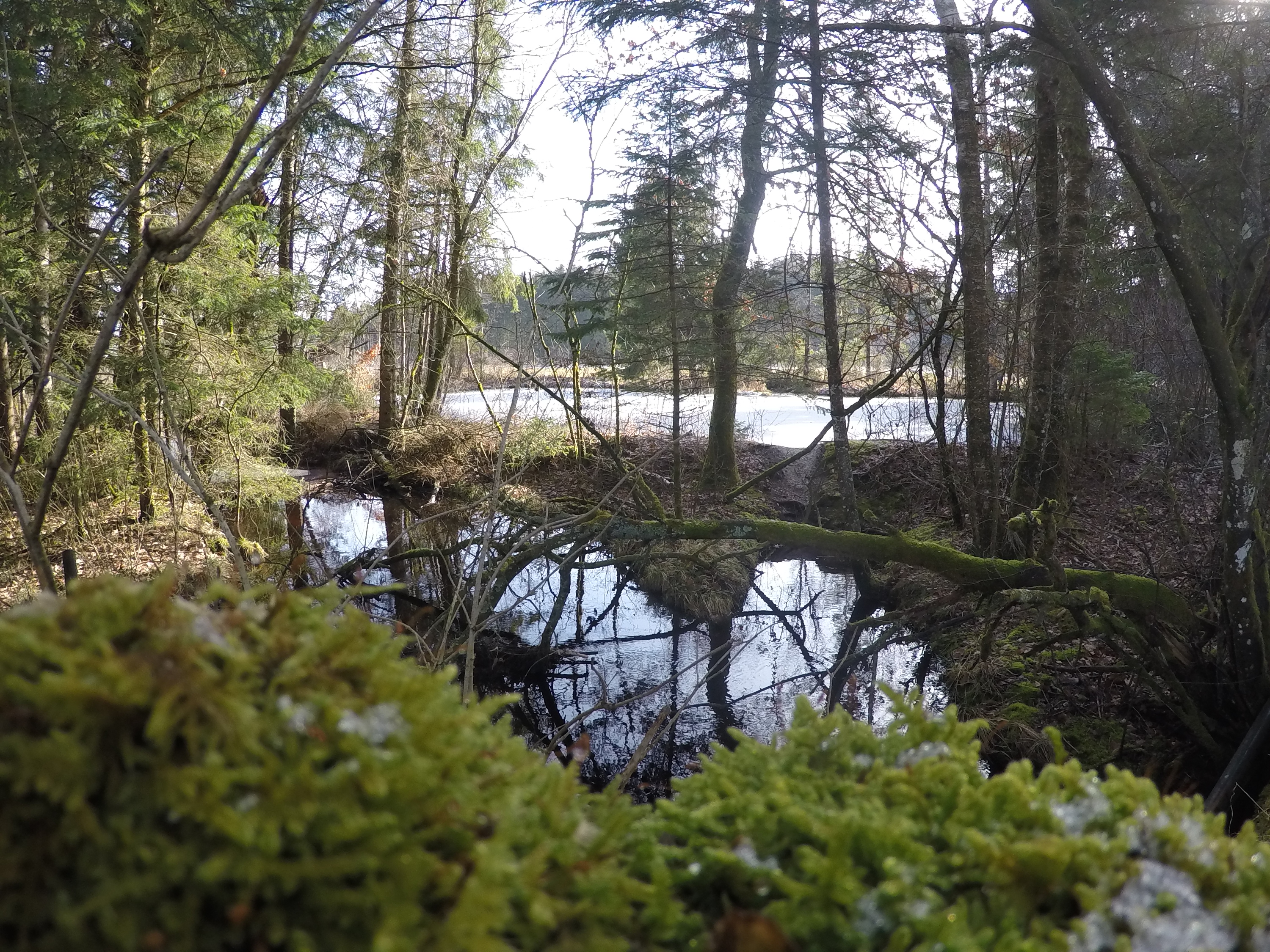

泰根塞巴赫河是德國的河流，位於該國東南部，由巴伐利亞負責管轄，屬於洛伊薩赫河的右支流，河道全長6.6公里，流域面積10.2平方公里。